# Brian Pothier
Brian Pothier (* 15. dubna 1977 New Bedford, Massachusetts) je bývalý americký profesionální lední hokejista, který naposledy nastupoval za švýcarský klub HC Servette Genève. V letech 2018-2022 byl asistentem hlavního trenéra ženské americké reprezentace.

## Ocenění a úspěchy
- 2000 NCAA – Druhý All-American Tým
- 2000 ECAC – All-Tournament Tým
- 2000 ECAC – Druhý All-Star Tým
- 2001 IHL – Ken McKenzie Trophy
- 2001 IHL – Gary F. Longman Memorial Trophy
- 2003 AHL – All-Star Game
- 2003 AHL – Druhý All-Star Tým
- 2005 AHL – All-Star Game
- 2005 AHL – Druhý All-Star Tým

## Prvenství
- Debut v NHL – 3. dubna 2001 (Atlanta Thrashers proti Ottawa Senators)
- První asistence v NHL – 19. října 2001 (Atlanta Thrashers proti New York Rangers)
- První gól v NHL – 29. listopadu 2001 (Tampa Bay Lightning proti Atlanta Thrashers, ruskému brankáři Nikolaj Chabibulin)

## Klubová statistika
| Sezóna       | Klub                           | Soutěž       |     | Základní část | Základní část | Základní část | Základní část | Základní část |   | Play off | Play off | Play off | Play off | Play off |
| Sezóna       | Klub                           | Soutěž       | Z   | G             | A             | B             | TM            | Z             | G | A        | B        | TM       |          |          |
| 1995–96      | Northfield Mount Hermon School | HS–Prep      | 27  | 11            | 22            | 33            | 36            | —             | — | —        | —        | —        |          |          |
| 1996–97      | RPI Engineers                  | ECAC         | 34  | 1             | 11            | 12            | 42            | —             | — | —        | —        | —        |          |          |
| 1997–98      | RPI Engineers                  | ECAC         | 35  | 2             | 9             | 11            | 28            | —             | — | —        | —        | —        |          |          |
| 1998–99      | RPI Engineers                  | ECAC         | 37  | 5             | 13            | 18            | 36            | —             | — | —        | —        | —        |          |          |
| 1999–00      | RPI Engineers                  | ECAC         | 36  | 9             | 24            | 33            | 44            | —             | — | —        | —        | —        |          |          |
| 2000–01      | Atlanta Thrashers              | NHL          | 3   | 0             | 0             | 0             | 2             | —             | — | —        | —        | —        |          |          |
| 2000–01      | Orlando Solar Bears            | IHL          | 76  | 12            | 29            | 41            | 69            | 16            | 3 | 5        | 8        | 11       |          |          |
| 2001–02      | Atlanta Thrashers              | NHL          | 33  | 3             | 6             | 9             | 22            | —             | — | —        | —        | —        |          |          |
| 2001–02      | Chicago Wolves                 | AHL          | 39  | 6             | 13            | 19            | 30            | —             | — | —        | —        | —        |          |          |
| 2002–03      | Ottawa Senators                | NHL          | 14  | 2             | 4             | 6             | 6             | 1             | 0 | 0        | 0        | 2        |          |          |
| 2002–03      | Binghamton Senators            | AHL          | 68  | 7             | 40            | 47            | 58            | 8             | 2 | 8        | 10       | 4        |          |          |
| 2003–04      | Ottawa Senators                | NHL          | 55  | 2             | 6             | 8             | 24            | 7             | 0 | 0        | 0        | 6        |          |          |
| 2004–05      | Binghamton Senators            | AHL          | 77  | 12            | 36            | 48            | 64            | 6             | 0 | 1        | 1        | 6        |          |          |
| 2005–06      | Ottawa Senators                | NHL          | 77  | 5             | 30            | 35            | 59            | 8             | 2 | 1        | 3        | 2        |          |          |
| 2006–07      | Washington Capitals            | NHL          | 72  | 3             | 25            | 28            | 44            | —             | — | —        | —        | —        |          |          |
| 2007–08      | Washington Capitals            | NHL          | 38  | 5             | 9             | 14            | 20            | —             | — | —        | —        | —        |          |          |
| 2008–09      | Washington Capitals            | NHL          | 9   | 1             | 2             | 3             | 4             | 13            | 0 | 2        | 2        | 8        |          |          |
| 2008–09      | Hershey Bears                  | AHL          | 4   | 0             | 0             | 0             | 2             | —             | — | —        | —        | —        |          |          |
| 2009–10      | Washington Capitals            | NHL          | 41  | 4             | 7             | 11            | 10            | —             | — | —        | —        | —        |          |          |
| 2009–10      | Carolina Hurricanes            | NHL          | 20  | 1             | 3             | 4             | 11            | —             | — | —        | —        | —        |          |          |
| 2010–11      | HC Servette Ženeva             | NLA          | 44  | 8             | 25            | 33            | 26            | 6             | 2 | 4        | 6        | 10       |          |          |
| 2011–12      | HC Servette Ženeva             | NLA          | 50  | 6             | 21            | 27            | 34            | —             | — | —        | —        | —        |          |          |
| Celkem v NHL | Celkem v NHL                   | Celkem v NHL | 362 | 26            | 92            | 118           | 202           | 29            | 2 | 3        | 5        | 18       |          |          |
| Celkem v AHL | Celkem v AHL                   | Celkem v AHL | 188 | 25            | 89            | 114           | 154           | 14            | 2 | 9        | 11       | 10       |          |          |

## Reprezentace
| Rok                       | Tým                       | Soutěž                    | Z | G | A | B | TM |
| ------------------------- | ------------------------- | ------------------------- | - | - | - | - | -- |
| 2007                      | USA                       | MS                        | 7 | 0 | 1 | 1 | 4  |
| Seniorská kariéra celkově | Seniorská kariéra celkově | Seniorská kariéra celkově | 7 | 0 | 1 | 1 | 4  |